# 三榮商會
株式會社三榮商會（さんえいしょうかい、英: SAN-EI CORPORATION LTD.）は、東京都中央区日本橋小網町に本社を置く物流会社である。

## 沿革
- 1941年(昭和16年) - 個人営業として、海陸運輸事業を開始し、主として鉄鋼材の海陸輸送を行なう。日本製鐵株式會社の東京港内陸向輸送（中継業務）に従事し、1950年(昭和25年)日本製鐵株式會社の解散に伴い、引き続き八幡製鐵株式會社、富士製鐵株式會社の材料、製品の輸送業務を行なう。1970年(昭和45年)、八幡、富士両社の合併に伴い、引き続き新日本製鐵株式會社の輸送業務を行なう。
- 1951年(昭和26年) - 株式會社に組織を改め、社名を「株式會社三榮商會」とする。
  - 港湾輸送事業（一種、沿岸、はしけ）の大臣登録認可を受ける。
- 1952年(昭和27年) - 自動車運送取扱事業の登録認可を受ける。
- 1953年(昭和28年) - 東京税関、及び横浜税関の税関貨物取扱人の認可を受ける。横浜営業所を開設し、輸出入貨物の取扱を開始する。
- 1959年(昭和34年) - 相模原営業所開設
- 1961年(昭和36年) - 一般区域貨物自動車運送事業の限定認可を受け、貨物自動車運送業務を開始する。
- 1963年(昭和38年) - 港湾運送事業の免許制度設定により、一般港湾運送事業の免許を受ける。
- 1966年(昭和41年) - 一般区域貨物自動車運送事業の限定認可を、一般免許に改める。
- 1967年(昭和42年) - 倉庫業の認可を受け、倉庫業務を開始する。
- 1968年(昭和43年) - 君津営業所を開設し、鋼材加工工場にて、梱包用資材の製造を開始する。
- 1969年(昭和44年) - 千葉営業所、土浦営業所開設
  - 内航運送取扱業の認可を受ける。
- 1971年(昭和46年) - 辰巳営業所を開設、同敷地内に倉庫を建設し、保税上屋の許可を受ける。
  - 自動車整備事業の認証工場の認可を受け、千葉自動車整備工場を開設する。
- 1972年(昭和47年) - 建設業の登録を受ける。
- 1973年(昭和48年) - 内航運送業の免許を受ける。
- 1974年(昭和49年) - 一般建設業の認可を受け、鋼構造物工事業を開始する。
- 1975年(昭和50年) - 島根営業所開設
- 1976年(昭和51年) - 損害保険代理店となり、損害保険代理業の営業を開始する。
- 1977年(昭和52年) - 仙台営業所開設
- 1987年(昭和62年) - メーカー各社と販売代理店契約を締結し、物品販売業と生命保険代理店業務の営業を開始する。
- 1990年(平成2年)  - 静岡営業所、草加営業所開設
- 1991年(平成3年)  - 利用運送事業（内航）の認可を受ける。
- 1992年(平成4年)  - 青森営業所開設
- 1993年(平成5年)  - 利用運送事業（外航）の認可を受ける。
- 1994年(平成6年)  - 土浦営業所にショットブラスト工場を建設する。
  - 食品物流業に進出する。
- 1996年(平成8年)  - 中央配車センター開設
- 1999年(平成11年) - 相模原市に貸店舗兼倉庫を建設する。
- 2001年(平成13年) - 株式会社サンエイエコネットを設立し、一般貨物自動車運送事業の認可を受ける。
- 2002年(平成14年) - ダイエー産輸株式会社の経営権を取得する。
  - 古河営業所開設
- 2006年(平成18年) -　辰巳営業所を有明に移転し、東京営業所に名称変更する。
  - ダイエー産輸株式会社を株式会社三榮トランスネットに社名変更する。
- 2007年(平成19年) -　江東区に貸整備工場兼事務所を建築する。
- 2008年(平成20年) -　相模原営業所を横浜営業所に統合する。
- 2009年(平成21年) -　株式会社三榮千葉、株式会社三榮仙台、株式会社三榮横浜を設立し、一般貨物自動車運送事業の許可を受ける。
- 2012年(平成24年）-  野木営業所開設
- 2014年(平成26年）-  船橋営業所開設

## 営業所
| - 青森営業所(青森県八戸市) - 仙台営業所(宮城県仙台市) - 土浦営業所(茨城県土浦市) - 野木営業所(栃木県野木町) - 千葉営業所(千葉県千葉市) | - 君津営業所(千葉県富津市) - 東京営業所(東京都江東区) - 横浜営業所(神奈川県横浜市) - 静岡営業所(静岡県牧之原市) |

## 資格・許可
- 一般港湾運送事業（京浜港1種第24号）
- 内航運送業（関Ｄ第2044号）
- 第一種・第二種貨物利用運送事業[内航]（3内利第70号）
- 第一種・第二種貨物利用運送事業[外航]（通貨複第139号）
- 第一種・第二種貨物利用運送事業[自動車]（東陸自登第362号）
- 自動車整備事業（3-2199）
- 倉庫業（港倉第661号）
- 通関業-東京税関（東関第590号）
- 通関業-横浜税関（総指令第1057号）
- 一般貨物自動車運送業-関東甲信越圏(関自振第3798号）
- 特定労働者派遣事業（特13-305830）

## 関連子会社
- 株式会社サンエイエコネット
- 株式会社三榮トランスネット
- 株式会社三榮千葉
- 株式会社三榮仙台
- 株式会社三榮横浜